# Ilijan Stojanov
Ilijan Kolovati Stojanov (bulgarsk: Илиян Коловати Стоянов født 20. januar 1977 i Kjustendil, Bulgarien) er en tidligere bulgarsk fodboldspiller.

## Bulgariens fodboldlandshold
| Bulgariens landshold | Bulgariens landshold | Bulgariens landshold |
| År                   | Kmp                  | Mål                  |
| -------------------- | -------------------- | -------------------- |
| 1998                 | 2                    | 0                    |
| 1999                 | 5                    | 0                    |
| 2000                 | 4                    | 0                    |
| 2001                 | 2                    | 0                    |
| 2002                 | 1                    | 0                    |
| 2003                 | 5                    | 0                    |
| 2004                 | 9                    | 0                    |
| 2005                 | 3                    | 0                    |
| 2006                 | 0                    | 0                    |
| 2007                 | 0                    | 0                    |
| 2008                 | 0                    | 0                    |
| 2009                 | 6                    | 0                    |
| 2010                 | 3                    | 0                    |
| Total                | 40                   | 0                    |